# María Magdalena Cuc Choc
María Magdalena Cuc Choc es una maestra, defensora de derechos humanos guatemalteca y lideresa del pueblo Maya-Q’eqchi’.

## Trayectoria
María Magdalena Cuc Choc trabaja como traductora q’eqchi’- castellano para el sistema de justicia y es maestra de educación primaria.
Tiene una importante trayectoria de lucha por la defensa de los derechos de los pueblos indígenas, el territorio y los recursos naturales. Ha denunciado violaciones de derechos humanos por parte de compañías relacionadas con la minería, la palma africana, así como las cometidas grandes terratenientes de la región.
Desde 2004, Cuc Choc ha jugado un papel muy importante en la documentación y denuncia de daños ambientales, delitos contra la propiedad comunal y violaciones de derechos humanos cometidas por algunas compañías mineras canadienses que operan en Guatemala, como: Skye Resources, HMI Nickel Inc. y Hudbay Minerals. También ha trabajado particularmente cerca de las comunidades que han sido blanco de asesinatos, violaciones sexuales en grupo y desalojos ilegales de sus tierras.

## Amenazas
El 17 de enero de 2018, María Magdalena Cuc Choc fue detenida arbitrariamente por la Policía Nacional Civil (PNC) en la ciudad de Puerto Barrios. Durante la detención, en ningún momento fue informada sobre los motivos de su arresto ni se le enseñó ninguna orden de detención escrita. Ya en el juzgado se le informó que existía una orden de detención contra ella y otros líderes indígenas, por la presunta comisión de los delitos de usurpación, amenazas y detención ilegal.
La empresa LISBAL S.A. había denunciado a la comunidad indígena Chabil’ Ch’och’, asegurando que algunos de los miembros de la comunidad, incluyéndola a ella, habían invadido la propiedad de la compañía. Esta empresa es la propietaria de una finca en el departamento de Izabal, de donde previamente habían sido desalojadas familias enteras de la comunidad Chabilchoch.
El 19 de enero de 2018 fue puesta en libertad bajo fianza, con la condición de no salir del departamento de Izabal y de presentarse en los tribunales una vez a la semana durante los siguientes seis meses, mientras continuara el proceso penal en su contra.
Desde asociaciones de derechos humanos subrayan el riesgo que corren las defensoras y los defensores de derechos humanos, así como los líderes indígenas, de ser atacados y acosados judicialmente por el trabajo que desempeñan en la promoción y protección del derecho a la propiedad de sus territorios ancestrales.

## La disputa por la tierra
En esta región, existe una disputa por la propiedad de la tierra: por un lado, las comunidades maya q’eqchi´ reclaman el derecho a recuperar la tierra donde tradicionalmente han vivido, y por el otro lado, empresas que trabajan en ellas buscan quedarse con dicho territorio. En la comunidad Chab’il Ch’och’ exigen al Estado que esta propiedad sea investigada y se reconozca a la comunidad como la propietaria, ya que repentinamente la entidad LISBAL S.A., apareció como supuesta propietaria de la finca en disputa.